# Bosc Estatal del Coronat
El Bosc Estatal del Coronat és un bosc públic dels vessants meridional del Coronat que s'estén pels termes comunals de Fullà, Jújols, Oleta i Èvol, Serdinyà i Vilafranca de Conflent, tots de la comarca del Conflent, a la Catalunya del Nord.
És un bosc extens, de 7,52 km², dividit en tres sectors separats. El més oriental és situat a cavall dels termes comunals de Fullà i Vilafranca de Conflent, majoritàriament en aquest darrer, dins de l'enclavament de Bell-lloc. És al costat sud-est de la Reserva Natural de Conat.
El sector central és a cavall dels termes comunals de Jújols i Serdinyà, al costat sud-est de la Reserva Natural de Jújols.
Finalment, el sector occidental és dins del terme d'Oleta i Èvol, a tocar del de Jújols.
El bosc està sotmès a una explotació gestionada per l'estat, a través de l'ONF (Office national des forêts). Té el número d'identificació d'aquest organisme F16278B.